# Gaza superba
Gaza superba är en snäckart som först beskrevs av Dall 1881.  Gaza superba ingår i släktet Gaza och familjen pärlemorsnäckor.

## Underarter
Arten delas in i följande underarter:
- G. s. cabana
- G. s. superba

## Bildgalleri

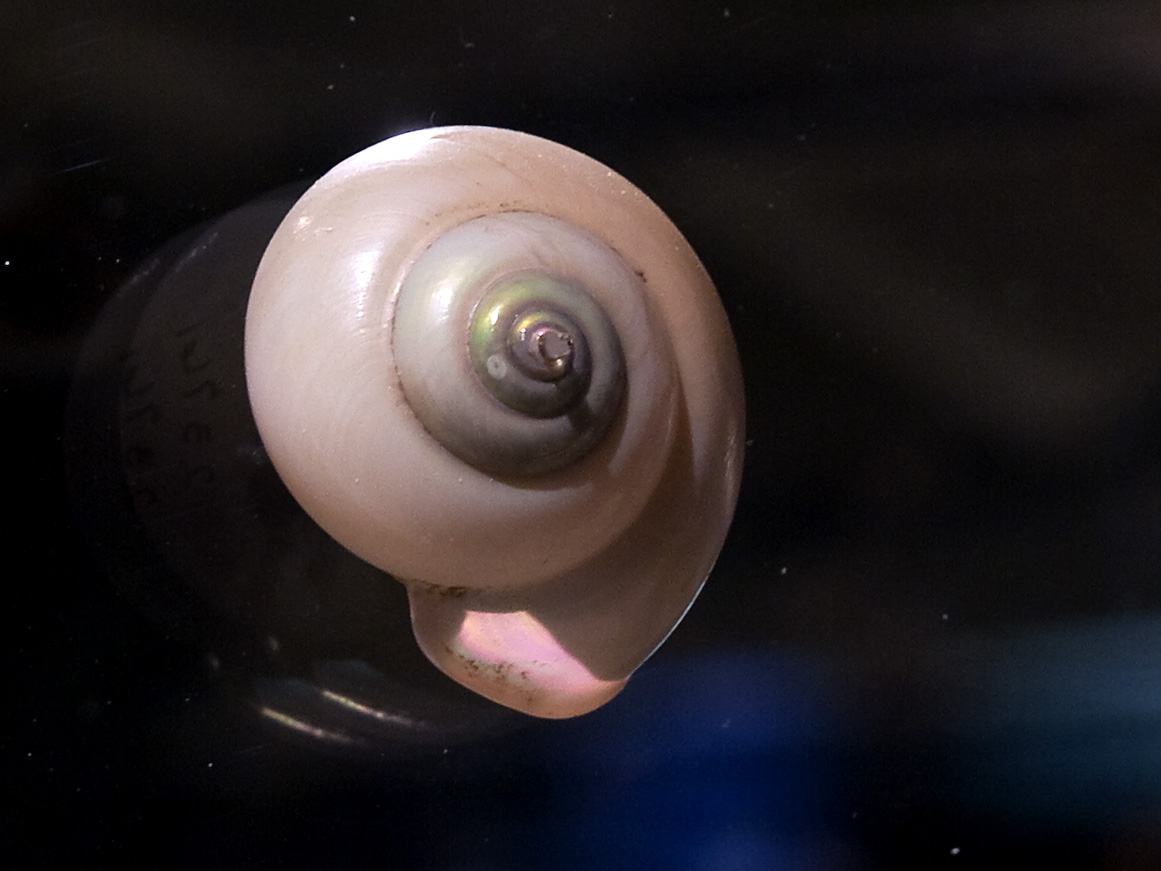